# Рак на хранопровода
Ракът на хранопровода се развива най-често след 60-годишна възраст.
За предракови състояния се считат хранопроводът на Барет, язвата на хранопровода, доброкачествените тумори на хранопровода, левкоплакията, стриктури след изгаряния. Ракът на хранопровода в България представлява 1 – 1,4% от всички злокачествени заболявания на организма. Той обхваща различни части от хранопровода и околните тъкани, като в зависимост от неговото развитие и локализация се различават четири стадия /форми/.
Понастоящем се знае малко за развитието на този вид рак. Смятани за възможни причинители са различни агенти: физични, химични, биологични. Предполага се, че тютюнопушенето също играе голяма роля във възникването на този вид рак, както и гастроезофагеалната рефлуксна болест.